# Vabole
Vabole, także Vabale – wieś na Łotwie w novadsie Górna Dźwina, siedziba pagastsu Vabole. Według danych na rok 2017, miejscowość zamieszkiwały 193 osoby. Leży 25 km od Dyneburga i 222 km od Rygi. W miejscowości znajduje się XIX-wieczny budynek szkoły oraz stacja kolejowa Vabole położona na linii Ryga - Dyneburg.